# Andrea Schauer
Andrea Schauer (* 1959 in Roßtal) ist eine deutsche Managerin. Zeitgleich war sie die ehemalige Geschäftsführerin von Playmobil und geobra Brandstätter.

## Leben
Andrea Schauer wuchs im mittelfränkischen Markt Roßtal auf. Im Jahr 1979 gewann sie ein Stipendium für einen Studienaufhalt im US-Bundesstaat Ohio. 1985 schloss sie ihr Studium in Heidelberg ab, wo sie Volkswirtschaftslehre, Englisch und Französisch belegt hatte. Ein Jahr später trat sie beim Nürnberger Schreibwarenhersteller Staedtler als Werbereferentin ein. Im Jahr 1989 wechselte sie zum Medizinhersteller Aesculap und baute das Marketing bei einer Tochterfirma auf.
Ab dem Jahre 1992 war sie bei Playmobil bzw. geobra Brandstätter tätig. Fünf Jahre später wurde sie Leiterin der dortigen Marketingabteilung. Ab dem Jahre 2000 war sie dort Geschäftsführerin und blieb bis kurz vor dem Tode von Playmobil-Chef Horst Brandstätter im Management.
Schauer ist Mitglied im Vorstand der Nürnberger Staedtler-Stiftung.